# Chillbass
L'entreprise « Chillbass » ou également appelée « Chillamp » pour « chill amplification » est l'un des principaux fabricants français d'amplificateurs pour guitare électrique. Elle produit aussi des amplis pour des guitares basse,  des enceintes, et dernièrement une enceinte bluetooth.
L'entreprise est basé à Pau dans le sud ouest de la France.
Originellement luthier dans la fabrication de guitares basses, en 2007. L'entreprise a progressivement réorienté son activité vers la fabrication d'amplificateurs et d'enceintes acoustiques associées. Aujourd'hui, l'amplification occupe toute l'activité et Chillbass ne produit plus d'instruments.
La gamme a également été étendu à des enceintes hifi, à des mallettes de transport pour pédales d'effets et fabrique même une pédale overdrive ou une enceinte Bluetooth sur mesure.

## Histoire

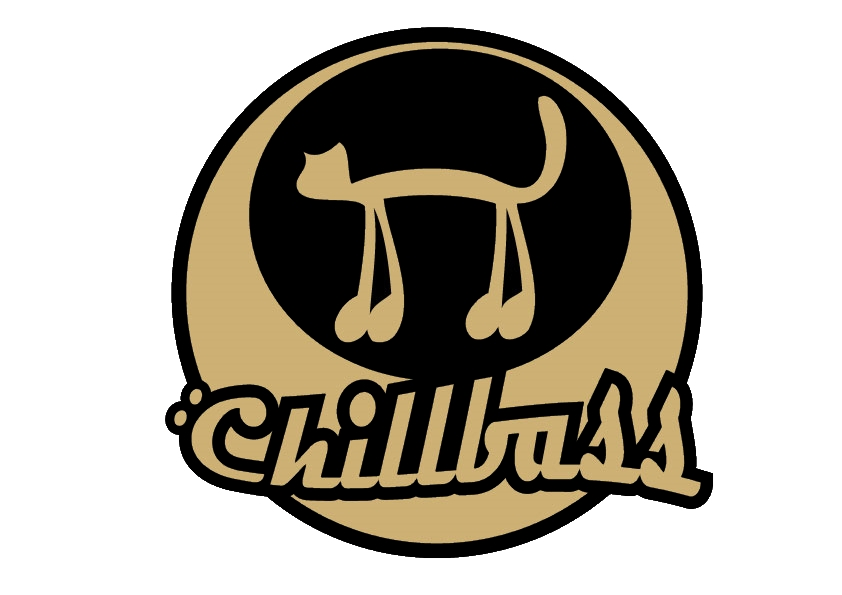

L'entreprise Chillbass naît en 2007 lorsque Frédéric Parazines, qui était alors économiste de la construction et musicien, s'aperçoit au fil des discussions avec de nombreux musiciens, qu'ils émettent régulièrement le besoin d'un matériel plus léger et transportable. Frédéric Parazines décide alors de proposer des enceintes en contreplaqué de peuplier, bien plus léger que le contreplaqué de bouleau, utilisé alors, avec l’aggloméré, chez tous les fabricants. Aidé par une architecture efficace, et l'arrivée sur le marché des haut-parleurs au néodyme, l'entreprise connait un succès rapide auprès des bassistes nationaux séduits par du matériel léger. De nombreuses marques suivirent l'exemple. Aujourd'hui, ce matériau est devenu un standard. L'entreprise Chillbass se développe alors grâce au commerce en ligne, via les forums spécialisés. 
Le développement du commerce en ligne lui donnera finalement raison avec le développement de petits artisans sur le marché dont le crédo est avant tout de proposer du matériel de haute qualité, tout en gardant un tarif attractif, grâce à des ventes directes, sans intermédiaires, sur internet. 
Recemment, l'entreprise décide de modifier sa politique commerciale et suit désormais une philosophie non expansionniste en ne suivant pas le modèle standard de vente via les magasins de musique. Seul le bouche à oreille et internet font connaitre la marque.
Le crédo de la marque est le "vintage hifi". Garder un design traditionnel mais profiter des avancées technologique pour bénéficier d'une meilleure qualité sonore.